# Mianoye
Mianoye est un hameau du village et commune d'Assesse, dans la province de Namur, en Belgique. Situé un peu au sud du village d'Assesse il borde la route nationale 946.

## Patrimoine
- La chapelle Saint-Gilles, ancienne chapelle castrale, date de 1731. Dédiée à saint Gilles, ermite, elle est classée au  patrimoine de Wallonie depuis 1949.

- L'ancien château de Mianoye. Mentionné dans le livre des délices du pays de Liège le château connut trois phases architecturales successives selon la revue Maisons d'hier et d'aujourd'hui[1]. Le château fut remanié entre 1830 et 1840 avant d'être rasé en 1867 pour être remplacé par un ensemble plus imposant (40 mètres de long, 20 mètres de large et 35 mètres de hauteur) qui fut construit de 1868 à 1872 sous la direction de l'architecte Henri Maquet. Un siècle plus tard, en 1970, ce dernier fut rasé en raison de la mauvaise qualité des briques employées (briques fabriquées sur place). Il en subsiste deux tours dans une prairie au sud de la chapelle.

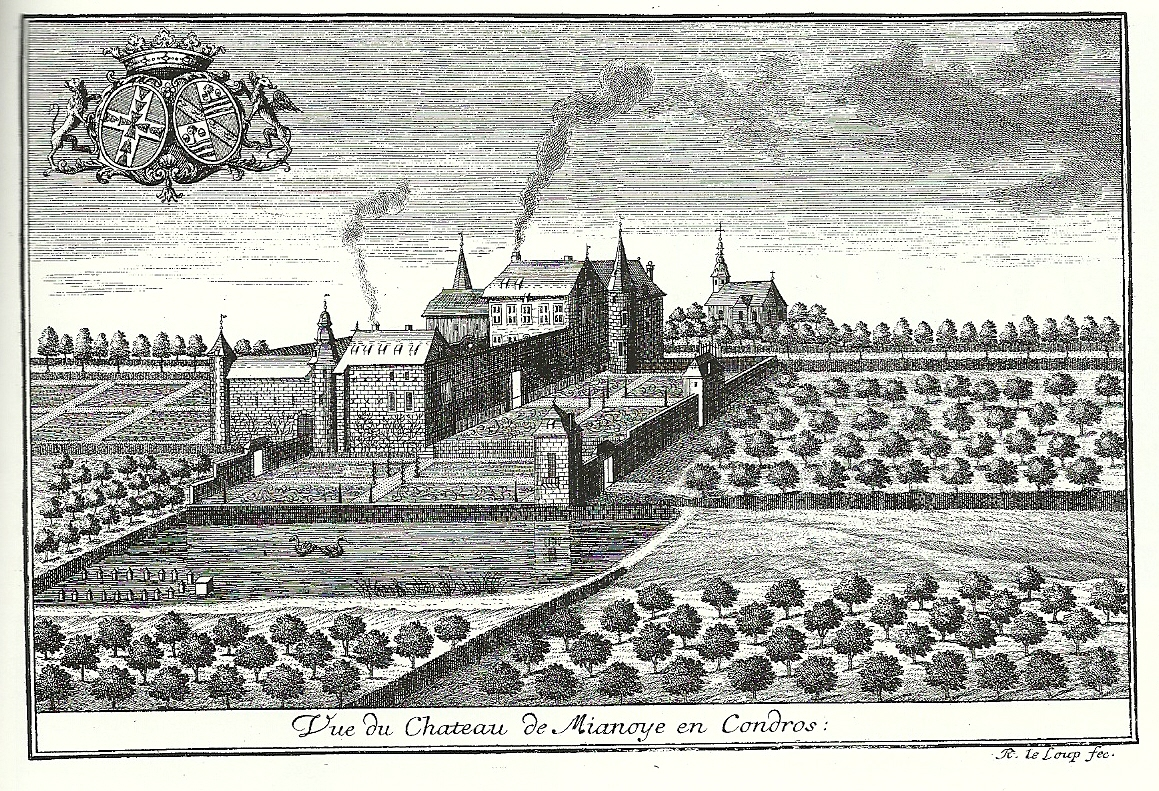
Vue du château de Mianoye dans sa première phase

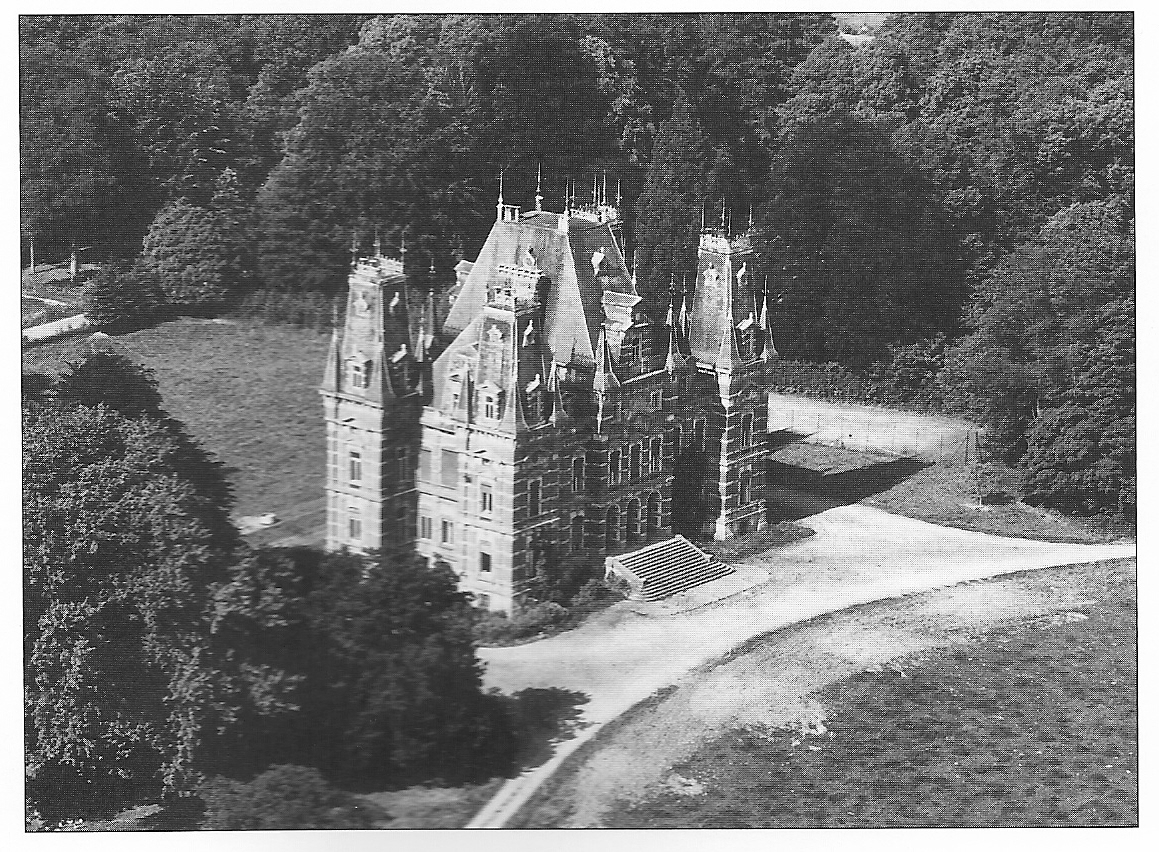
Vue du château de Mianoye dans sa phase finale